# クシュティ (映画)
『クシュティ』は、ラジェーブ・クマー監督による2010年のインドのスポーツコメディ映画です。この映画は、ラジパル・ヤダブと、ボリウッドでデビューするWWEレスラーのザ・グレート・カリ（ダリップ・シン・ラナ）が主演しています。この映画には、マノジ・ジョシ、オム・プリ、シャラット・サクセナも脇役として出演しています。

## キャスト
- ラージパル・ヤダブ
- ダリップ・シン
- ナルギス・バゲリ
- シャラット・サクセナ
- アスラニ
- マノジ・ジョシ
- オム・プリ
- ジャガディーシュ
- ラザック・カーン
- ラメシュ・ピシャロディ
- アシフ・バスラ